# Мачбокс Туенти
Мачбокс Туенти (на английски: Matchbox Twenty) е американска рок група, сформирана в Орландо, Флорида, през 1995 г. Групата се състои от Роб Томас (фронтмен и пианист), Брайън Йейл (бас китарист), Пол Дусет (барабани, ритъм китара, беквокали), Кайл Кук (първа китара, беквокали), китариста и кийбордист на концертите Мат Бек, и барабаниста на турнетата Стейси Джоунс.
Известността им се покачва, когато издават дебютния си албум Yourself or Someone Like You (1996), получаващ 12 пъти платинен статут в Щатите, и многоплатинен в Австралия, Канада и Нова Зеландия. Вторият им албум, Mad Season, излиза през 2000 г., и се нарежда сред първите три в Билборд 200, както и сертификат за 4-кратен платинен албум в Щатите. Третият им албум, More Than You Think You Are, се появява през 2002 г. и им доставя двоен платинен статут в Щатите. Той не се сдобива с успехите от предишните два албума, въпреки че синглите им се въртят редовно по медиите. Режисьорът Бил Драхайм документира пътя на бандата, по който правят More Than You Think You Are. Документалният филм Theresville е онлайн продукт.
През 2004 г. излизат в творческа пауза, като ритъм китаристът Адам Гейнър напуска през 2005 г. след работата си по трите албума на групата. Така Пол Дусет поема ритъм китарата, а бандата се събира и издава компилацията Exile on Mainstream през 2007 г. Той получава златен статут в Щатите. След излизането му, бившият барабанист на Пуш Старс, Райън Макмилън, запълва празнината на мястото на барабаните. В тези времена, Роб Томас се заема със солова кариера, която му носи успех. Мачбокс Туенти отново прекъсват активността си, и се завръщат на работните места през 2010 г. Групата издава North, четвъртият им албум, на 4 септември 2012 г., която дебютира под номер едно в Билборд 200.